# Лаумер, Кит
Джон Кит Ла́умер (в старых переводах может ошибочно называться Кейт Лаумер, англ. John Keith Laumer, 9 июня 1925 года, Сиракьюс, штат Нью-Йорк, США — 23 января 1993 года, Бруксвилл, Флорида, США) — американский писатель-фантаст, наиболее известный благодаря циклам рассказов о Боло (англ. Bolo) и Ретифе (англ. Retief). Автор более 50 романов, около сотни рассказов, новелл и повестей, Трижды номинант премии «Небьюла».

## Биография
Кит Лаумер окончил Индианский университет в Блумингтоне, Стокгольмский университет и Иллинойсский университет в Урбане-Шампейне (диплом архитектора). Служил капитаном ВВС США и дипломатом (был вице-консулом и третьим секретарём посольства США в Бирме).
Публиковаться начал в апреле 1959 года, когда в печати появился его первый рассказ «Greylorn». Вскоре Кит стал одним из наиболее плодотворных фантастов США; в 1960 году было положено начало юмористическим рассказам о дипломате Ретифе (рассказ «Diplomat in Arms») и рассказам о боевых машинах Боло, в 1961 — циклу романов о мире Империума, в основе которых лежат путешествия между параллельными мирами. В 1965 году Лаумер оставил службу в ВВС и после этого занимался только писательской деятельностью.
В 1967 году Кит Лаумер создаёт сериал о пришельцах — «The Invaders», «Enemies From Beyond», и рассказы о параллельных мирах, управляемых могущественным «вневременным» Империумом, добавляя к первому роману «Миры Империума» (1961) ещё два — «Обратная сторона времени» (1965) и «Изнанка времени» (1968). С присущим Лаумеру юмором, описаны приключения в параллельных мирах Лафайетта О’Лири, героя романов «Укротитель времени» (1966), «Космический жулик» (1970), «Похититель тел» (1971). Военная тема отражена сериалом историй о супертанке Боло (настолько точно передающим устрашающую мощь его брони, что это породит впоследствии массу подражателей, среди которых будут и Б. Малзберг, и М. Лэки, и У. Кейт). К созданным ранее рассказам «Динохромный» (1960) и «Ночь троллей» (1963), добавляются «The Last Command» (1967) и «Реликт войны» (1969). В период с 1966 по 1971 год Лаумер публикует продолжение приключений дипломата Джэйме Ретифа. В 1966 году выходят в свет «Война Ретифа», «Dam Nuisance», «Truce or Consequences»; в 1967: «Запретный город», «Grime and Punishment», «Лес на небеси»; «Ретиф и милитаристы» (1968); «Техническое превосходство» (1969), «Миротворцы», «Выборы и бандиты», «Про-ведение не пре-ступление» (1970); «Выкуп за Ретифа» и «Внутреннее дело» (1971).
Кит Лаумер приобрёл остров площадью в два акра в центре 18-акрового Флоридского озера. У него появляется большая коллекция автомобилей «Mercury Cougars» оригинального дизайна (то есть, 1967-68 годов выпуска). В 1971 году он переносит тяжелый инсульт, парализовавший одну сторону его тела и часть мозга. Инсульт случился когда Лаумер сидел с Джо Холдеманом у камина после обеда и беседовал о рудах на астероидах. Впоследствии Лаумер потратил много времени на физическую терапию и упражнения, однако полностью так и не смог восстановиться.
Последние годы этого талантливого писателя прошли в уединении и борьбе с недугом. Он продолжает сериалы Боло («Field Test», 1976; «Rogue Bolo», 1986; «Final Mission», 1986; «The Stars Must Wait», 1990), Лафайет О’Лири («The Galaxy Builder», 1984) и «Империум» («Желтая зона», 1990), издает внесерийные романы («The Ultimax Man», 1978; «Star Colony» и «The Breaking Earth», 1981; «End as a Hero», 1985 и «Эдем Джадсона», 1991).
Главная общая черта всех произведений Кита — юмор. С 1966 по 1978 год Кит неоднократно номинировался на премию «Хьюго» («A Plague of Demons», «Жил-был великан», «The Day Beyond Forever», «В очереди», «The Wonderful Secret»). Итог его творческого пути — пять десятков романов, около сотни рассказов, новелл и повестей, составивших около 40 сборников. Лаумер умер в январе 1993 года в возрасте 67 лет, и был похоронен на Национальном кладбище во Флориде под небом, в которое уходят стартующие с космодрома Флориды космические корабли.

### Боло (Bolo)
Истории о супертанке Боло. См. также Вселенная Боло
- Сборник Bolo (1976):
  - A Short History of the Bolo Fighting Machines (1972)
  - Ночь троллей / The Night of the Trolls (1963)
  - Замороженная планета / The Frozen Planet [Courier] (1961)
  - Field Test (1976)
  - The Last Command (1967)
  - Реликт войны / A Relic of War (1969)
  - Динохромный / Dinochrome [Combat Unit] (1960)
- Сборник Bolo: Annals of the Dinochrome Brigade (1976): аналог сборника Bolo, но без рассказа Динохромный.
- Сборник Rogue Bolo (1986):
  - Rogue Bolo (1986)
  - Последняя миссия / Final Mission (1986)
- The Stars Must Wait (1990): Роман на основе рассказа The Night of the Trolls. [начало и конец прежние, середина расширена (?)]
- Сборник The Compleat Bolo (1990): Комбинация Bolo и Rogue Bolo

Продолжение цикла Боло других авторов

### Ретиф
Приключения Джеймса Ретифа, галактического дипломата.
Издания:
- Посланник в новые миры (англ. Envoy to New Worlds (1963, сборник из 7 рассказов)
- Галактический дипломат (англ. Galactic Diplomat, 1965)
- Война Ретифа (англ. Retief’s War, 1966)
- Ретиф и милитаристы (англ. Retief and the Warlords, 1968)
- Retief: ambassador to space; seven incidents of the Corps diplomatique terrestrienne (1969)
- Retief of the CDT (1971, сборник из 5 рассказов)
- Выкуп за Ретифа (англ. Retief’s Ransom, 1971)
- Retief: Emissary to the Stars (1975, сборник из 7 рассказов)
- Retief at Large (1978, сборник из 12 рассказов)
- Retief Unbound (1979, сборник из 5 рассказов и романа «Выкуп за Ретифа»)
- Retief: Diplomat at Arms (1982, сборник из 7 рассказов)
- Retief to the Rescue (1983)
- The Return of Retief (1984)
- Retief (1986)
- Retief in the Ruins (1986, сборник из 3 повестей)
- Retief and the Pangalactic Pageant of Pulchritude (1986, повесть)
- Reward for Retief (1989)
- Retief and the Rascals (1993)
- Retief! (posthumous, ed. Eric Flint) (2002)
- Retief’s Peace (2005, по черновикам Лаумера роман написал Уильям Кит[англ.])

Содержание цикла «Ретиф»:
- Дипломат с оружием (англ. Diplomat-at-Arms, 1960) — самый первый из рассказов о Ретифе, сильно отличающийся по стилю изложения от последующих произведений цикла. В нём Ретиф представлен уже пожилым человеком на закате своей дипломатической карьеры. Рассказ вошел также в антологию «Space Gladiators» (1989) и сборник «Retief!» (2002)
- Дворцовый переворот (англ. Palace Revolution, др. назв. — Gambler’s World, первая публикация — в ноябре 1961 в журнале «If»; перевод на русский — И.Рошаль и В.Федорова)
- Замороженная планета (англ. The Frozen Planet, первая публикация — в сентябре 1961 в журнале «If»; др.название «Courier»; на русском в переводе И.Павловского)
- Протокол (англ. Protocol, др. назв. — The Yillian Way, первая публикация — в январе 1962 в журнале «If»; перевод на русский — И.Рошаль и В.Федорова)
- Памятная записка (англ. Aide Memoire, первая публикация — в июле 1962 в журнале «If»; перевод на русский — И.Рошаль и В.Федорова)
- Политика (англ. Policy, др. назв. — The Madman from Earth, первая публикация — в марте 1962 в журнале «If»; перевод И.Рошаль и В.Федорова)
- Нота протеста (англ. Protest Note, др. назв. — The Desert and the Stars, первая публикация в 1962)
- Культурный обмен (англ. Cultural Exchange, первая публикация — в сентябре 1962 в журнале «If»; перевод И.Рошаль и В.Федорова)
- Запечатанные инструкции (англ. Sealed Orders, др. назв. — Retief of the Red-Tape Mountain, первая публикация — в мае 1962 года в журнале «If»; на русском — Запечатанный приказ, перевод И.Рошаль и В.Федорова)
- Mightiest Qorn [= Ultimatum] (1963)
- The Governor of Glave [= Native Intelligence] (1963)
- Двойной трюк / Saline Solution (1963)
- Хрустальный замок / The Castle of Light (1964)
- The Prince and the Pirate (1964)
- Плетеная страна чудес / The City that Grew in the Sea [= Wicker Wonderland] (1964)
- Гигантский убийца / Giant Killer [= Динозавр] (1965)
- Фокус-покус или настоящая дипломатия / Trick or Treaty [= «Обман или договор»; «Фокусы-покусы, или история дипломатии»] (1965)
- Бронзовый бог (англ. The Brass God, др. назв. — Retief, God-Speaker, первая публикация — в январе 1965 в журнале «If»; на русском — Бронзовое божество, перевод А.Флотского)
- Война Ретифа / Retiefs War (1966)
- Dam Nuisance (1966)
- Truce or Consequences (1966)
- Запретный город / The Forbidden City [= «Предки героев»; «Закрытый город» / «Retief, War Criminal»] (1967)
- Grime and Punishment [= Clear as Mud] (1967)
- Лес на небеси / The Forest in the Sky (1967)
- Ретиф и милитаристы / Retief and the Warlords (1968) [главы из романа]
- Техническое превосходство / Mechanical Advantage [= «Механическое преимущество» / «Retief, the Long-Awaited Master»] (1969)
- Миротворцы / The Piecemakers (1970)
- Выборы и бандиты / Ballots and Bandits (1970)
- Про-ведение не пре-ступление / Pime Doesn’t Cray [= Оступление не прекупается; Про-видение не есть пре-ступление] (1970)
- Выкуп за Ретифа / Retief’s Ransom (1971)
- Внутреннее дело / Internal Affair [= Retief, Insider] (1971)
- Мусорное вторжение / The Garbage Invasion (1972)
- Посредники / The Negotiators (1975)
- Мирный посредник / The Troubleshooter (1975)
- Дынный кризис / The Hoob Melon Crisis (1975)
- The Secret (1982)
- Retief to the Rescue (1983)
- The Return of Retief (1984)
- Retief and the Pangalactic Pageant of Pulchritude (1986)
- The Woomy (1986)
- There Is a Tide (1986)
- Retief in the Ruins (1986)
- Rank Injustice (1987)
- Reward for Retief (1989)
- Retief and the Rascals (1993)

### Империум
- Миры Империума / Worlds of the Imperium (1962)
- Обратная сторона времени / The Other Side of Time (1965)
- Назначение в никуда / Assignment in Nowhere (1968)
- Beyond the Imperium (omnibus edition of The Other Side of Time and Assignment in Nowhere) (1981)
- Жёлтая зона / Zone Yellow (1990)
- Imperium (omnibus edition of Worlds of the Imperium, Assignment in Nowhere and The Other Side of Time, ed. Eric Flint) (2005)

### Time Trap
- Time Trap (1970)
- Back to the Time Trap (1992)

### Lafayette O’Leary
- The Time Bender (1966)
- The World Shuffler (1970)
- The Shape Changer (1972)
- The Galaxy Builder (1984)

### Отдельные произведения
- Гибрид / Hybrid [Договор на равных] (1961)
- Разрушители планет / The Planet Wreckers (1962)
- Чума / The Plague [Саранча] (1970)
- Чёрный день паразитов / The Exterminator [Чёрный день для паразитов / A Bad Day for Vermin] (1964)
- И стать героем / End as a Hero [Подвиг] (1963)
- День птеродонта / Street Scene [Dunderbird / День птеранодона / Уличная сцена] (1969); В соавторстве с Харлан Эллисоном
- Проверка на прочность / Test to Destruction [Испытание на разрушение / Проверка на уничтожение] (1967)
- Пока гром не грянул / The Long Remembered Thunder (1963)
- Король города / The King of the City (1961)
- Очередь / In the Queue [В очереди] (1970)
- How to Design and Build Flying Models (Документальные произведения) (1960, revised in 1970)
- След памяти [= Ниточка памяти] / A Trace of Memory (1962)
- The Great Time Machine Hoax (1964)
- A Plague of Demons (1965)
- Embassy (non-genre) (1965)
- Catastrophe Planet (1966)
- Earthblood (with Rosel George Brown) (1966)
- The Monitors (filmed in 1969) (1966)
- Galactic Odyssey (1967)
- Nine by Laumer (collection) (1967)
- Planet Run (with Gordon R. Dickson) (1967)
- The Day Before Forever and Thunderhead (two short novels) (1969)
- Greylorn (collection) (1968)
- It’s a Mad, Mad, Mad Galaxy (collection) (1968)
- The Long Twilight (1969)
- The Seeds of Gonyl (If magazine, never published as a book) (1969)
- The House in November (1970)
- The Star Treasure (1971)
- Deadfall (alternative title Fat Chance, filmed as Peeper in 1975) (1971)
- Dinosaur Beach (1971) (originally published as The time sweepers in 1969)
- Once There Was a Giant (collection) (1971)
- The Big Show (collection) (1972)
- The Infinite Cage (1972)
- Night of Delusions (1972)
- Timetracks (collection) (1972)
- The Glory Game (1973)
- The Undefeated (collection) (1974)
- The Best of Keith Laumer (collection) (1976)
- The Ultimax Man (1978)
- The Breaking Earth (revision of Catastrophe Planet) (1981)
- Star Colony (1982)
- Knight of Delusions (revision of Night of Delusions) (1982)
- Chrestomathy (collection including many excerpts) (1984)
- End as a Hero (1985)
- The Other Sky and The House in November (1985)
- Alien Minds (collection including many excerpts) (1991)
- Judson’s Eden (1991)
- Beenie in Oz (with March Laumer, Tyler Jones, Michael J. Michanczyk) (1997)
- Keith Laumer: The Lighter Side (posthumous omnibus, ed. Eric Flint) (2001)
  - Includes the 1966 short story «The Body Builders», on which subject see The Surrogates.
- Odyssey (posthumous omnibus, ed. Eric Flint) (2002)
- A Plague of Demons and Other Stories (posthumous omnibus, ed. Eric Flint) (2003)
- Legions of Space (posthumous omnibus, ed. Eric Flint) (2004)